# Ptinus nigricolor
Ptinus nigricolor is een keversoort uit de familie klopkevers (Ptinidae). De wetenschappelijke naam van de soort werd in 1901 gepubliceerd door Maurice Pic.